# Alberto García Salvador
Alberto García Salvador (Morella, 28 de juliol de 1963) és un empresari i polític valencià, diputat a les Corts Valencianes en la IX legislatura.
Treballa com empresari i s'ha llicenciat en història per la Universitat Nacional d'Educació a Distància. En les eleccions a les Corts Valencianes de 2015 fou elegit diputat en la llista de Ciutadans - Partit de la Ciutadania per la província de Castelló, on figurava en el tercer lloc. El juny de 2017 va abandonar però el grup parlamentari amb Alexis Marí, David de Miguel i Domingo Rojo.